# Dragon’s Heart
Dragon’s Heart – album studyjny hongkońskiego artysty Jackiego Chana, wydany w 1996 roku przez Rock Records.

## Lista utworów
Źródło: Discogs
| Nr  | Tytuł                                     |
| --- | ----------------------------------------- |
| 1.  | „How Come”                                |
| 2.  | „Would Rather Say Good–bye in Dreams”     |
| 3.  | „Red Sun”                                 |
| 4.  | „I Know How You Feel”                     |
| 5.  | „Cry with You, Laugh with You”            |
| 6.  | „In the Cold Rain”                        |
| 7.  | „Let Me Be Your Man”                      |
| 8.  | „I Would Start to Say, But I Never Could” |
| 9.  | „So Much Love”                            |
| 10. | „Love Hong Kong”                          |